# Tell el-Balamun
Tell el-Balamun o Al-Balamun (copto:), es una antigua localidad del Bajo Egipto. Fue una antigua ciudad portuaria en la rama de Damieta del Delta del Nilo, pero ahora se encuentra tierra adentro del Mar Mediterráneo por el avance del delta.  

## Historia
| F36 | F18 · D46 | O49 · X1 |

| F36 | F18 · D46 | O49 · X1 |

| G41 | G1 | N17 · Z1 · N23 | N35 | M17 | Y5 · N35 | G7 | kA | Z1 | G7 | m | S40 | X1 · O49 | G7 |

| G41 | G1 | N17 · Z1 · N23 | N35 | M17 | Y5 · N35 | G7 | kA | Z1 | G7 | m | S40 | X1 · O49 | G7 |

Se encuentra sobre una elevación (tell) de aproximadamente 1 km de diámetro, alcanzando una altura de aproximadamente 18 m. Se conservan los restos de la ciudad egipcia de Behdet o Smabehdet, fundada alrededor del 2400 a. C.. Alrededor del 1200 a. C., durante el Imperio Nuevo era conocida como Paiuenamon ('isla de Amón'), la antigua forma de Balamun. En el período greco-romano se conoció como Diospolis Inferior.
Entre el complejo de templos, el recinto de un santuario ramésida contiene tres templos fechados gracias a los nombres reales presentes en los depósitos de la fundación, de diferentes dinastías egipcias. El templo principal, dedicado al dios Amón, fue construido por Sheshonq III (Dinastía XXII). Cerca del templo principal también se encontraron los restos de una necrópolis de la Dinastía XXII, reservada para figuras importantes, incluida la del chaty Iken, que probablemente vivió en la época del faraón Osorcón I. Posteriormente, el templo principal probablemente fue ampliado por Psamético I (Dinastía XXVI), a quien también se debe la construcción de un pequeño templo subsidiario y un gran muro de ladrillos sin cocer. El templo fue destruido poco después del final de la Dinastía XXVI sufriendo posteriormente una larga fase de abandono, para ser reconstruido desde los cimientos por Nectanebo I (Dinastía XXX), añadiendo otro pequeño templo subsidiario y rodeando el santuario por un muro más ancho. También se encontraron restos de otro templo anterior, mucho más pequeño que los dos posteriores, construido en la época de Ramsés II (Dinastía XIX). 
La ciudad fue ocupada continuamente hasta el siglo VI cuando era una antigua ciudad romana y disponía de una calzada pavimentada con losas de piedra caliza.
En la antigüedad, las piedras de los templos fueron reutilizadas para construir otras estructuras o se quemaron para obtener cal.

## Yacimiento arqueológico
El yacimiento arqueológico, de más de un kilómetro de diámetro, contiene varios montículos de hasta 18 metros de altura. Lo que pervive dentro de esta localización es una fortaleza y otros restos de estructuras de adobe que muestran los muros de los templos.
En 1913, Howard Carter, del Instituto Griffith de la Universidad de Oxford, realizó una excavación arqueológica, dejando mapas y registros de la excavación. Francis Ghattas, de la Universidad de Mansura, realizó trabajos en 1977 y 1978. El Museo Británico patrocinó las excavaciones a partir de 1991 en colaboración con la Sociedad de Exploración de Egipto, la Academia de Ciencias de Polonia y el Centro Polaco de Arqueología del Mediterráneo. El proyecto continuó hasta 2010. Como resultado, se descubrimiento los restos de los tres templos dentro de un enorme recinto de adobe.